# Гайнц Бекманн
Гайнц Бекманн (нім. Heinz Beckmann; 29 червня 1913, Гамбург — 28 липня 1943, Карибське море) — німецький офіцер-підводник, оберлейтенант-цур-зее резерву крігсмаріне.

## Біографія
19 жовтня 1939 року вступив на флот. З 2 лютого 1940 року — 1-й вахтовий офіцер на мінному тральщику M1905. З 4 травня по 14 липня 1940 року пройшов курс офіцера резерву, після чого знову був призначений 1-м вахтовим офіцером на M1905, 25 березня 1941 року — на M1907. З 1 жовтня 1941 по 23 березня 1942 року пройшов курс підводника. З 24 березня 1942 року — інструктор 1-го навчального дивізіону підводних човнів. З 18 квітня 1942 року — 2-й вахтовий офіцер на підводному човні U-504. 26-31 березня 1943 року пройшов курс позиціонування (радіовимірювання), 1-30 квітня — курс командира човна. З 4 червня 1943 року — командир U-159. 12 червня вийшов у свій перший і останній похід. 28 липня U-159 був потоплений в Карибському морі південно-східніше Гаїті глибинними бомбами американського летючого човна «Марінер». Всі 53 члени екіпажу загинули.

## Звання
- Рекрут (19 жовтня 1939)
- Матрос-єфрейтор резерву (2 лютого 1940)
- Боцмансмат резерву (1 березня 1940)
- Боцман резерву (1 липня 1940)
- Лейтенант-цур-зее резерву (1 січня 1941)
- Оберлейтенант-цур-зее резерву (1 березня 1943)

## Нагороди
- Нагрудний знак мінних тральщиків (1940)
- Залізний хрест
  - 2-го класу (1941)
  - 1-го класу (14 грудня 1942)
- Нагрудний знак підводника (9 липня 1942)